# Фрідріх Леффлер (1885)
Фрідріх Карл Георг Леффлер (нім. Friedrich Karl Georg Loeffler; 13 вересня 1885, Берлін — 28 травня 1967, Східний Берлін) — німецький ортопед.

## Біографія
Представник відомої сім'ї спадкових медиків. Син бактеріолога Фрідріха Леффлера. Онук генерал-майора медичної служби Прусської армії Фрідріха Леффлера.
Виріс у Грайфсвальді, де закінчив гуманістичну гімназію, після чого вивчав медицину у Грайфсвальдському і Вюрцбурзькому університетах. В 1906 році, як і його батько, став членом студентського корпусу «Менанія Вюрцбург». У 1911 році здобув ступінь доктора медицини. У 1911/12 роках здійснив кілька подорожей за кордон як корабельний лікар. У 1912/14 роках — асистент лікаря в приватній ортопедичній клініці Германа Гохта в Галле. З 1914 року — науковий співробітник Хірургічної університетської клініки Галле під керівництвом Віктора Шмідена, потім — Фрідріха Фелькера. Учасник Першої світової війни, до 1 листопада 1916 року — лікар 3-ї півфлотилії підводних човнів і Гамбурзького військово-морського шпиталю. В 1916/22 роках працював в ортопедичному відділенні Хірургічної університетської клініки Галле. В 1919 році склав габілітацію з ортопедичної і травматологічної хірургії.
У 1921/22 роках керував приватною клінікою в Мерзебурзі. З 1923 року працював на кафедрі ортопедичної і травматологічної хірургії Університету Галле, одночасно був старшим лікарем ортопедичної лікарні округу Мерзебург та приватної клініки ортопедичної і травматологічної хірургії в Галле. У 1932/45 роках — лікар Центральнонімецької професійної асоціації. 1 квітня 1936 року вступив в НСДАП (квиток №3 729 266).
Після закінчення Другої світової війни в 1945 році звільнений з Університету Галле, проте в 1950 році його прийняли назад як професора й викладача ортопедії. У 1951/57 роках — професор кафедри ортопедії Гумбольдтського університету і директор ортопедичної клініки Шаріте, одночасно в 1953/55 роках — професор кафедри ортопедії Лейпцизького університету і виконувач обов'язків директора ортопедичної клініки в Лейпцигу. З 1953 року — засновник і голова Товариства ортопедії НДР. В 1958/61 роках очолював хірургічний відділ лікарні Каульсдорф. Похований на Євангелічному цвинтарі Берліна-Фрідріхсгагена.
Леффлер розробив деякі нові хірургічні методи, зокрема метод лікування звичних вивихів плеча.

## Нагороди
- Залізний хрест 2-го класу
- Медаль Червоного Хреста (Пруссія) 3-го класу
- Почесний хрест ветерана війни з мечами
- Звання «Заслужений народний лікар» (1954)
- Почесний доктор медичного факультету Лейпцизького (1965) і Грайфсвальдського університету
- Почесний член Німецького ортопедичного товариства і Товариства ортопедії НДР